# Hellaugenibis
Der Hellaugenibis (Threskiornis bernieri), auch Blauaugenibis oder Madagassischer Heiliger Ibis, ist eine Vogelart aus der Familie der Ibisse und Löffler innerhalb der Ordnung der Pelecaniformes. Er wird erst seit einiger Zeit als eigenständige Art betrachtet und gilt als bedroht.

## Merkmale
Ihr Erscheinungsbild ähnelt stark dem des verwandten Pharaonenibis. Sie erreichen eine Körpergröße von 65 bis 89 cm und eine Flügelspannweite von 112 bis 114 cm. Kopf, Hals, Beine und Schnabel sind schwarz gefärbt und unbefiedert. Der Schnabel ist schmal und nach unten gebogen. Das Federkleid ist überwiegend weiß, die Flügelspitzen sind schwarz. Er lässt sich leicht von den ebenfalls auf Madagaskar vorkommenden Ibisarten Sichler (Plegadis falcinellus) und dem im Wald lebenden Schopfibis (Lophotibis cristata) unterscheiden.
Das wichtigste Unterscheidungsmerkmal zum Pharaonenibis ist die helle, bläuliche Iris.

## Verbreitung und Lebensraum
Der Hellaugenibis kommt ausschließlich im westlichen Madagaskar und auf Aldabra, einem Atoll der Seychellen, vor. Dort besiedelt er Mangrovenwälder, Gezeitenzonen von Sandstränden, Flussmündungen, Lagunen, flache Seen und Reisfelder. Er entfernt sich selten weiter als 2 km von der Küste.

## Lebensweise
Der Hellaugenibis lebt einzeln, paarweise oder in Gruppen. Gebrütet wird in Kolonien oft mit anderen Vogelarten.

## Gefährdung und Schutz
Die IUCN stuft den Hellaugenibis auf der Roten Liste der Gefährdeten Arten als „stark gefährdet“ (endangered) ein. Demnach gibt es insgesamt noch 2600 bis 3250 Individuen, davon 300 bis 750 auf dem Aldabra-Atoll. Es wird vermutet, dass die Art aufgrund von Jagddruck, Lebensraumverlust und -zerstörung zurückgeht. Wichtige Lebensräume werden durch Verschmutzung und Sedimentation beeinträchtigt. Zwischen einer Untersuchung 1998/1999 und einer erneuten Untersuchung 2005/2006, an verschiedenen Orten auf Madagaskar, konnte ein Rückgang von 70–75 % festgestellt werden. Andernorts scheinen Populationen stabil zu bleiben, weswegen mit einem Gesamtrückgang von 50–70 % in den letzten drei Generationen (32 Jahren) gerechnet wird. Es wird davon ausgegangen, dass sich dieser Trend weiter fortsetzt, da die Mangrovenwälder an der Küste, auf die die Art angewiesen ist, stetig weiter zerstört werden.
Um den Schutz bemühen sich verschiedene lokale und internationale Organisationen, wie die Stiftung Artenschutz. Im Weltvogelpark Walsrode gelang im Jahr 2007 die Welterstzucht in Menschenhand. Seitdem haben sich viele Jungvögel entwickelt. Aktuell (12/2023) wird die Art in sechs Zoos in Europa gehalten. Der Fortbestand der Art kann so gesichert werden.